# Pau Salvat i Espasa
Pau Salvat i Espasa (Barcelona, 20 de diciembre de 1872 - Barcelona, 28 de mayo de 1923) fue un arquitecto modernista español. Hijo del fundador de la Editorial Salvat.

## Biografía

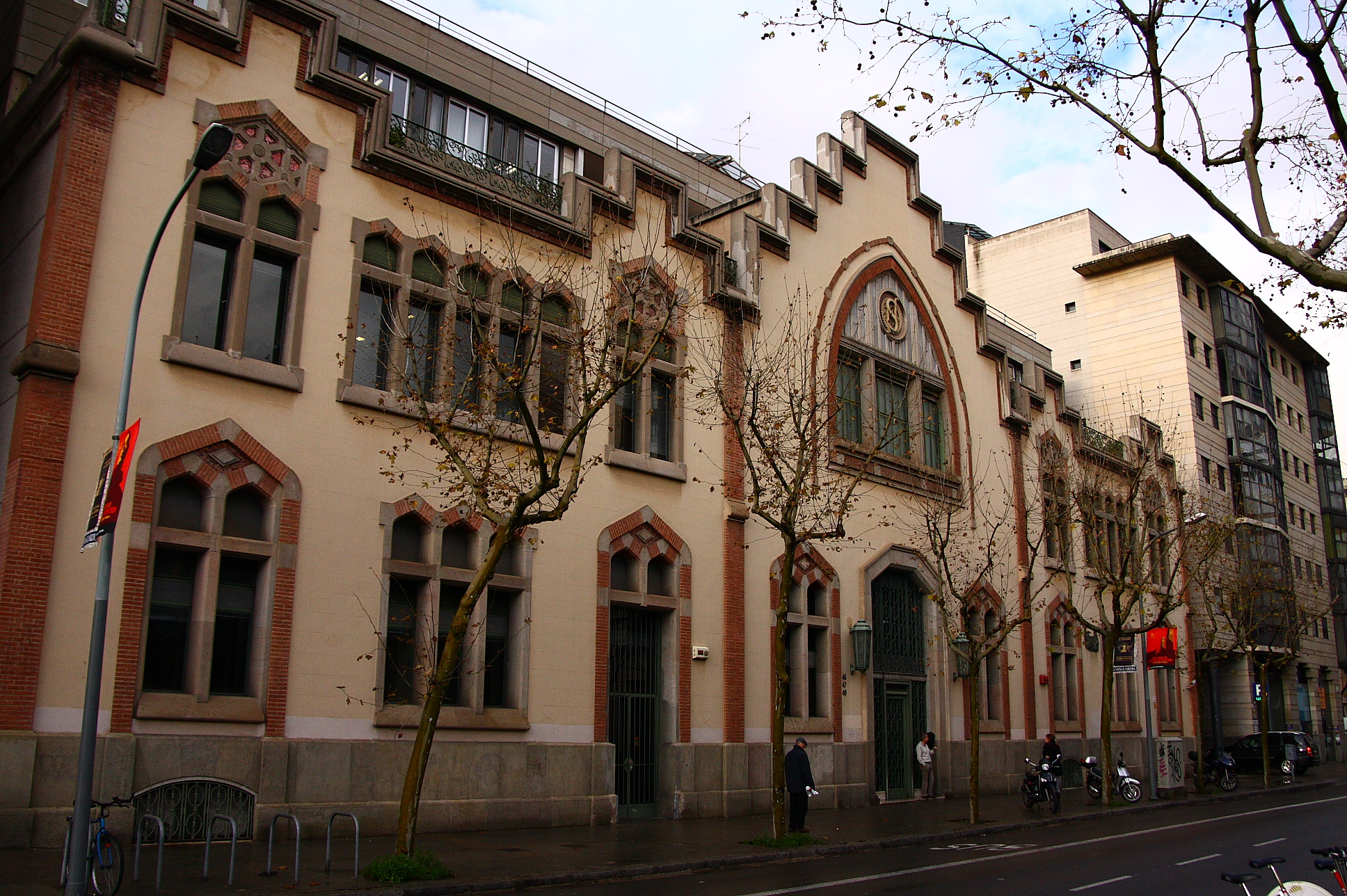
Editorial Salvat (Barcelona)

Hijo de Manuel Salvat Xivixell y Magdalena Espasa Anguera, nació en Barcelona en 1872. Licenciado en 1894, fue arquitecto municipal de Igualada, donde construyó el matadero municipal (1903-1905), el mercado cubierto (1905, conocido como "La Pajarera", ya desaparecido) y Cal Ratés (1908-1909), todos ellos con la colaboración de Isidre Gili i Moncunill. 
En Barcelona, se encargó de la proyección y edificación de la Casa Oller (1903), situada en el número 658 de la Gran Vía de las Cortes Catalanas, donde adoptó soluciones estilísticas que recuerdan a Puig i Cadafalch. También destaca la Editorial Salvat, premio del Concurso anual de edificios artísticos del Ayuntamiento de Barcelona de 1916, y la Casa Salvat, de la Calle de Calabria, número 191-193.  Fue presidente de la Asociación de Arquitectos de Cataluña.
Su vida profesional también destaca por el hecho de suceder a su padre como director de la empresa Editorial Salvat y, entre 1902 y 1906, por ocupar la presidencia del Instituto de las Artes del Libro. Como político ocupó el cargo de concejal del Ayuntamiento de Barcelona. Falleció en Barcelona el 28 de mayo de 1923.